# Indochina (película)
Indochina es una película francesa dirigida por Régis Wargnier y estrenada el 15 de abril de 1992, protagonizada por Catherine Deneuve, Jean Yanne, Vincent Perez y Lihn Dan Pham.

## Argumento
Eliane Devries (Catherine Deneuve) nació en Indochina francesa y jamás vio Francia. Heredó una plantación de árbol del caucho que aprendió a dirigir con firmeza. Tras la muerte de sus dos mejores amigos, decide hacerse cargo de su hija, Camille (Lihn Dan Pham). Ésta heredó las tierras de sus padres, con lo que la plantación fue ampliada.
La existencia de ambas mujeres se ve trastornada cuando los comunistas deciden rebelarse contra Francia.
Llega un joven marinero, Jean-Baptiste (Vincent Pérez) del que Eliane, como ya había sucedido con otros hombres, se enamora, pero lo mismo le ocurre a Camille cuando es salvada por él.
Camille se casa con Thanh (Eric Nguyen), hijo, con ideas comunistas, de una aristócrata amiga de Eliane. Tras comenzar el matrimonio, Camille emprende un viaje en búsqueda de Jean-Baptiste y es capturada por los franceses. Su "amante" trata de liberarla, pero unos policías y miembros de la marina quieren evitarlo. En el mismo instante, Camille descubre que han matado a una amiga indochina y dispara sobre la frente de uno de los jefes. Logra huir junto con Jean-Baptiste y son encontrados por una compañía de teatro.
Mientras, Eliane pide a un antiguo amigo suyo y pretendiente jefe de policía, llamado Guy Asselin (Jean Yanne) que encuentre a su hija adoptiva, siendo constantemente interrumpida e insultada por su ex-criada Yvette (Dominique Blanc). 
Camille y Jean-Baptiste tienen un hijo varón. Viajan hacia la libertad pero, ambos, en distintos momentos de la película, son apresados. En el caso de Jean-Baptiste, junto con el recién nacido, que será alimentado por distintas mujeres.
Las compañías de teatro, que siempre se habían mostrado neutrales, sucumben ante la ola comunista y son detenidos por los franceses, pero no antes de haber divulgado la historia de Camille y Jean-Baptiste por toda la colonia.
Jean-Baptiste envía el bebé a Eliane y, más tarde, cuando se le concede un día de libertad, les visita. Eliane lo encuentra junto a su hijo con un agujero de bala en la sien y un revólver en el pecho. Acude a Guy y, convencida de que no ha podido tratarse de suicidio le pregunta si lo ha asesinado. Yvette confiesa que se ha tratado de los comunistas, a los que el fallecido había "traicionado".
Cinco años después Eliane acude a la liberación de Camille. Ésta le dice que no desea volver y le pide que venda la plantación y se instale en Francia. A continuación dice <<Indochina ha muerto>>.
La historia es contada por Eliane al hijo de Camille y Jean-Baptiste en un barco con rumbo a Ginebra 24 años después (1954). Al final de la película llegan a la ciudad, en la que la señora Devries señala un hotel donde está alojada Camille. El joven la visita y, más tarde, le dice a Eliane que ella le ha criado, por lo que es su única madre.

## Personajes principales
- Eliane Devries, interpretada por Catherine Deneuve, mujer francesa firme, heredera de una plantación de caucho en Indochina.
- Guy Asselin, interpretado por Jean Yanne, jefe de policía de la colonia francesa y pretendiente de Eliane.
- Jean-Baptiste Le Guen, interpretado por Vincent Pérez, joven marinero francés.
- Camille, interpretada por Lihn Dan Pham, hija adoptiva nativa de Eliane.
- Yvette, interpretada por Dominique Blanc, mujer al servicio de Eliane.
- Thanh, interpretado por Eric Nguyen, nativo revolucionario, hijo de unos amigos de Eliane y esposo de Camille.

## Premios

### Premios César
Candidaturas:
- César a la mejor película
- César al mejor director - Régis Wagner.
- César a la mejor actriz revelación - Lihn Dan Pahm.
- César al mejor actor secundario  - Jean Yanne.
- César a la mejor música escrita para una película - Patrick Doyle.
- César al mejor montaje - Geneviève Winding.
- César al mejor vestuario - Pierre-Yves Gayraud, Gabriella Pescucci.

Ganados:
- César a la mejor actriz  - Catherine Deneuve.
- César a la mejor actriz secundaria  - Dominique Blanc.
- César a la mejor fotografía  - François Catonné.
- César al mejor sonido  - Dominique Hennequin, Guillaume Sciama.
- César al mejor decorado  - Jacques Bufnoir.

### Premios Óscar
Candidaturas:
- Óscar a la mejor actriz - Catherine Deneuve.

Ganados:
- Óscar a la mejor película de habla no inglesa.